# Güdel
Die Güdel Group AG mit Sitz in Langenthal ist ein international tätiges Schweizer Industrieunternehmen, das im Bereich Engineering und Herstellung von Linear- und Antriebskomponenten spezialisiert ist. Das Unternehmen baut unter anderem automatische Fertigungsstrassen, Linearführungen, Zahnstangen, Ritzel, Getriebe, Linearachsen und Portalroboter für die Automobilindustrie, Eisenbahn, Intralogistik, Metall, Reifen, Pharmazie sowie Anlagen für die Flugzeugindustrie.
Das in dritter Generation geführte Familienunternehmen wurde 1954 durch Alfred Güdel als Kleinbetrieb für Antriebstechnik gegründet. Unter der Leitung von Rudolf Güdel (1949–2014), der 1979 den Betrieb von seinem Vater übernahm, entwickelte sich das Unternehmen schrittweise zu einer international tätigen Gruppe in der Linear-, Antriebs- und Systemtechnik mit Tochtergesellschaften in Europa, Asien sowie Nord- und Südamerika. Die Güdel Gruppe beschäftigt rund 1100 Mitarbeiter und erwirtschaftete 2019 nach eigenen Angaben einen Umsatz von 272 Millionen Schweizer Franken.